# Timmiella subintegra
Timmiella subintegra là một loài rêu trong họ Pottiaceae. Loài này được Dixon mô tả khoa học đầu tiên năm 1929.